# Wyższa Szkoła Gospodarki w Bydgoszczy

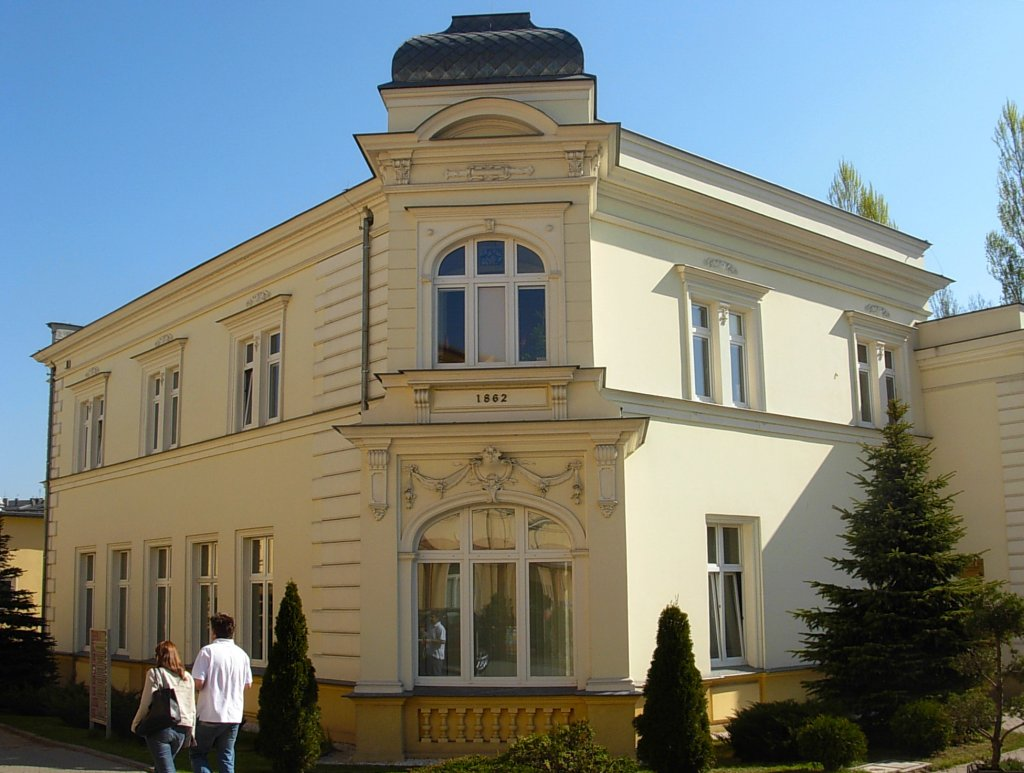
Siedziba rektoratu uczelni (do 2012 r.) mieszcząca się w dawnej willi fabrykanta Ludwiga Buchholza (1822–1900) – właściciela garbarni Buchholza

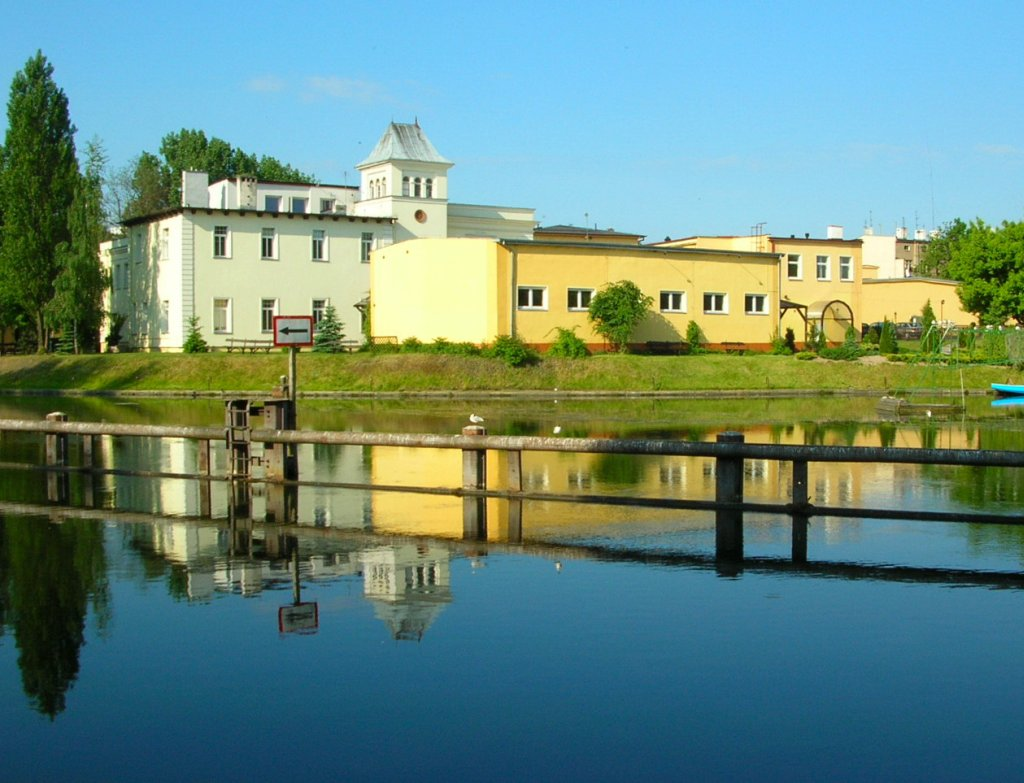
Widok od strony Brdy

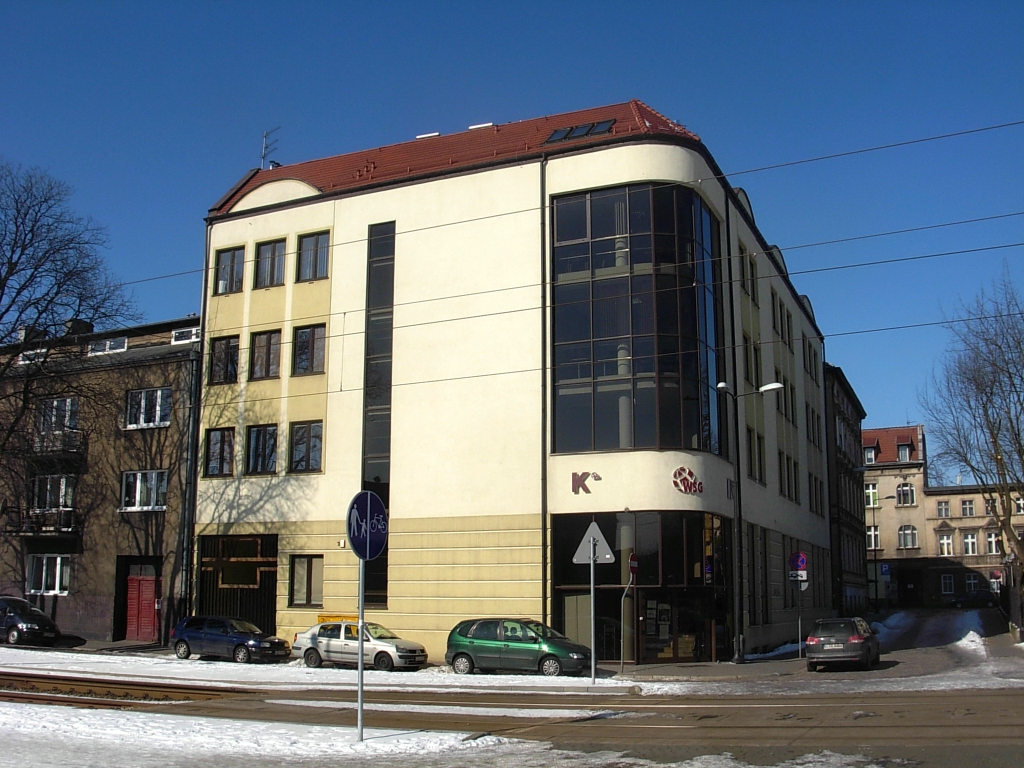
Jeden z nowych obiektów uczelni

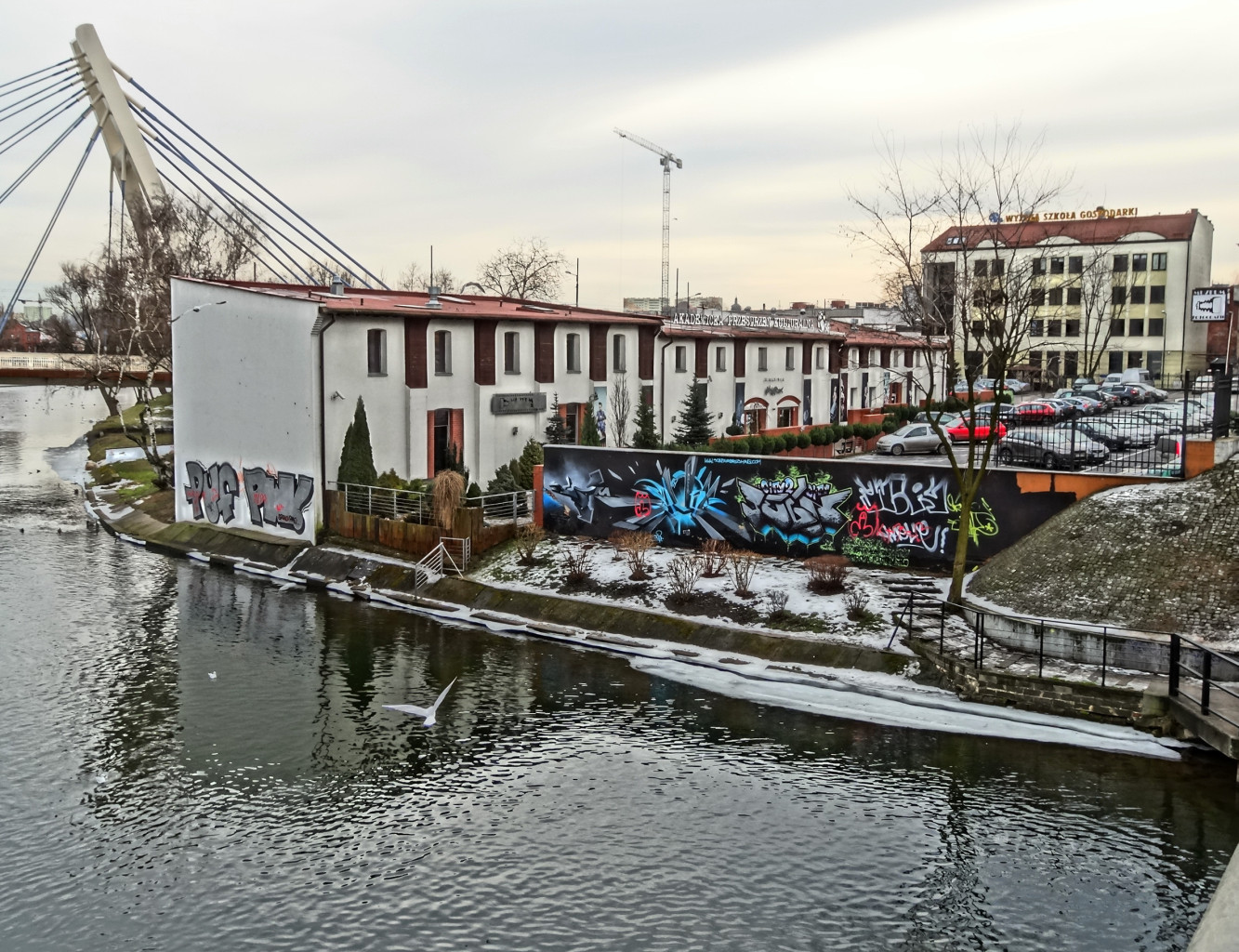
Akademicka Przestrzeń Kulturalna WSG (APK) z kinem studyjnym – dawniej budynek starej wozowni, mieści również Muzeum Fotografii

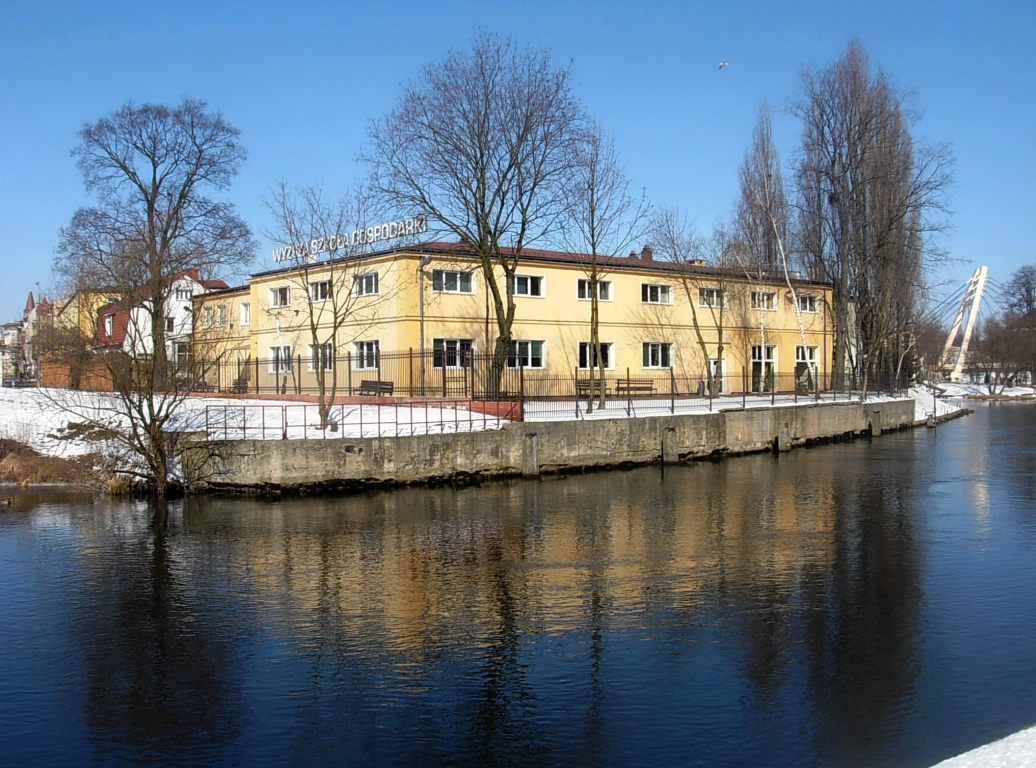
Obiekty uczelni od strony Brdy

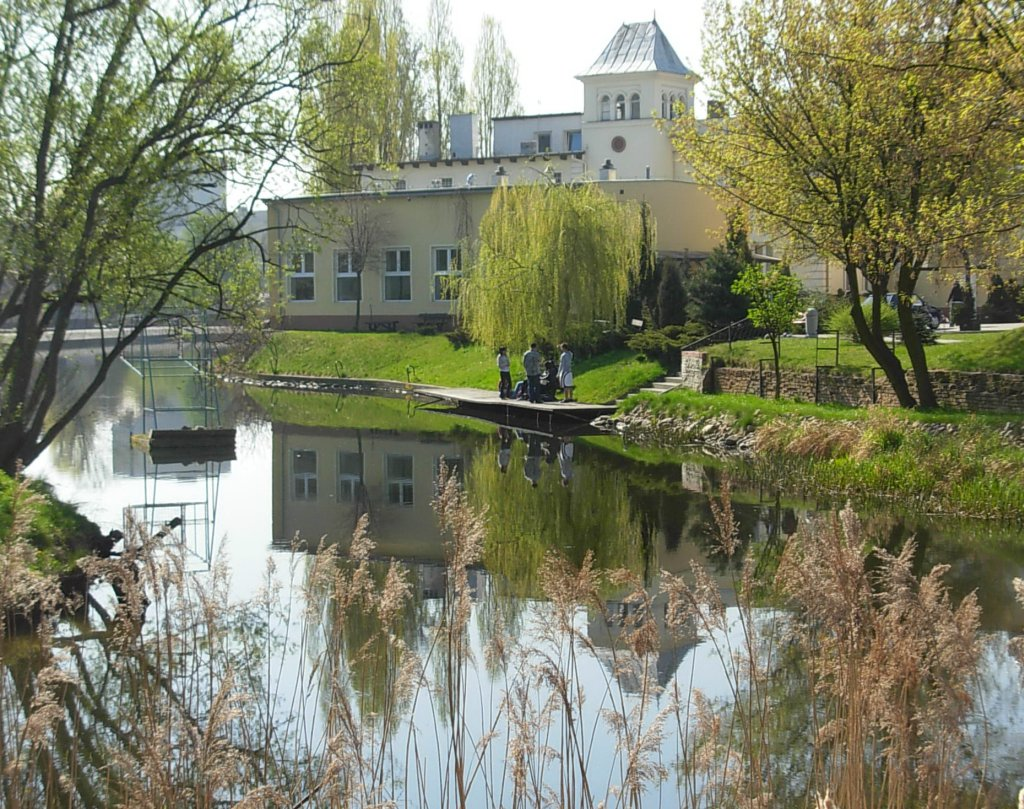
Przystań rzeczna na terenie spacerowo-wypoczynkowym

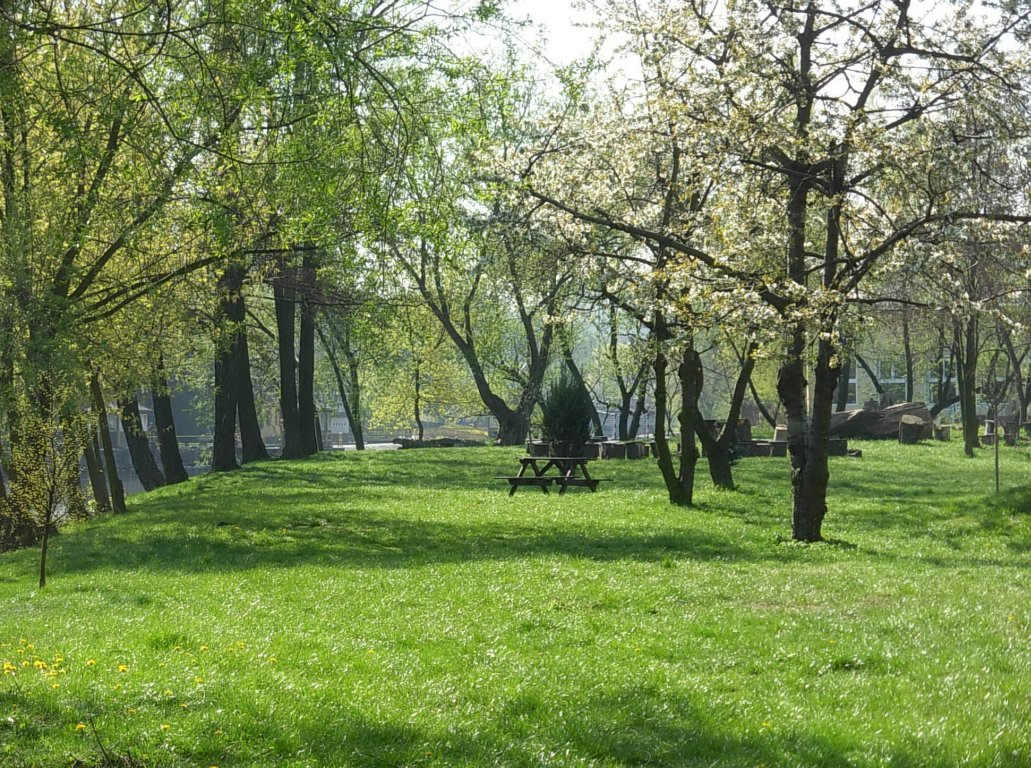
Tereny zielone na obszarze kampusu WSG

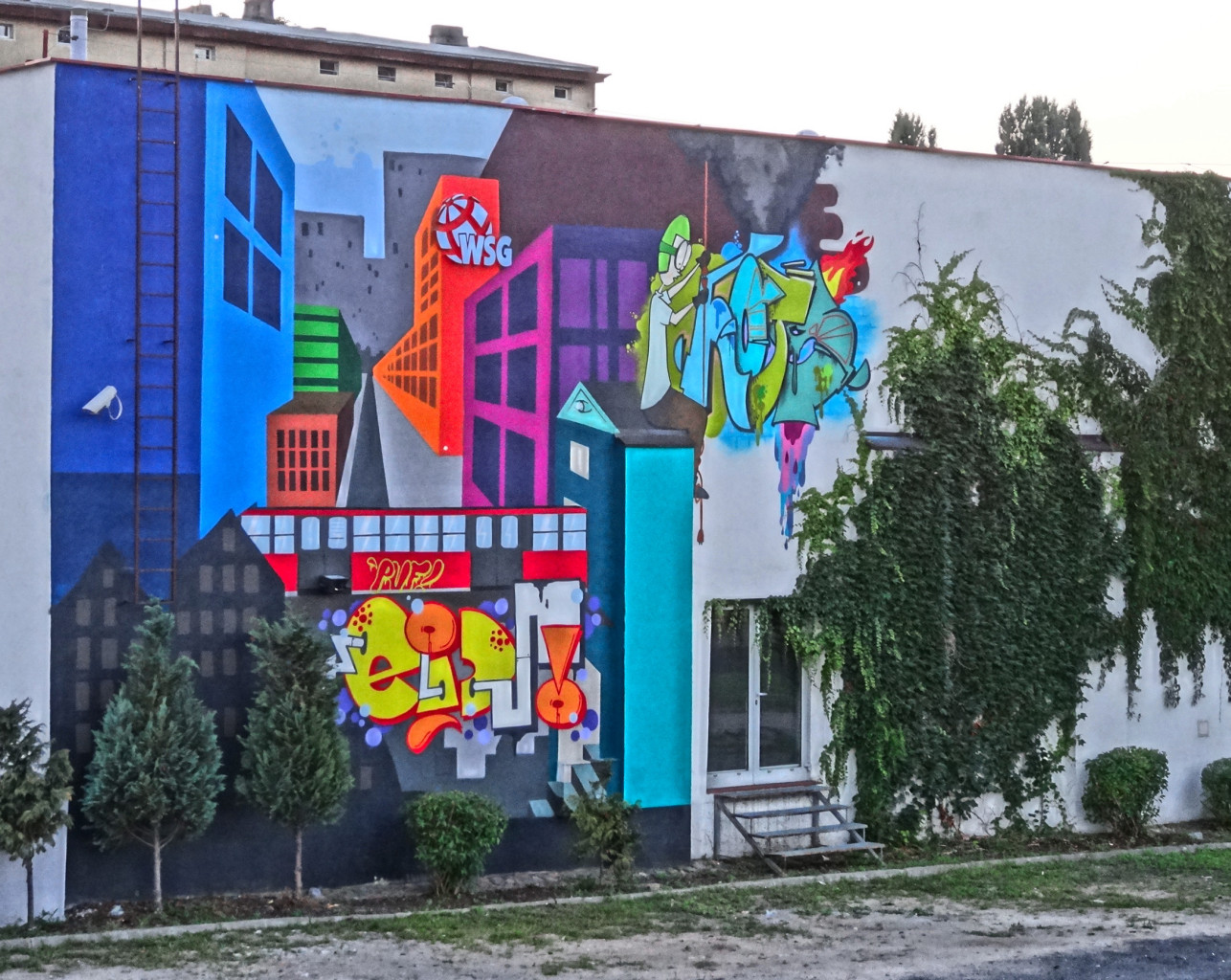
Mural na budynku APK

Wyższa Szkoła Gospodarki w Bydgoszczy ang. WSG University; skrót WSG; dawniej Wyższa Pomorska Szkoła Turystyki i Hotelarstwa) – niepubliczna uczelnia w Bydgoszczy założona 17 marca 1999 roku.

## Charakterystyka
Wyższa Szkoła Gospodarki to uczelnia o dziesięciu filiach zamiejscowych, pod względem liczby studentów i kadry naukowej jedna z największych uczelni niepublicznych w regionie kujawsko-pomorskim.
Proces dydaktyczny realizowany jest na studiach licencjackich i inżynierskich (I stopnia) oraz magisterskich (II stopnia) i jednolitych studiach magisterskich. Prowadzi również studia podyplomowe w ok. 80 specjalnościach. Przy uczelni działa także m.in. Centrum Europejskie, Centrum Kultury Medialnej, Inkubatory Przedsiębiorczości, In-Lab, Studencka Strefa Biznesowa, Przedszkole Akademickie, Żłobek Uczelniany, Sieć Uniwersytetów Trzeciego Wieku (w sumie 26 lokalizacji), Szkoła Języków Obcych oraz Centrum Tłumaczeń Specjalistycznych.
Oprócz Bydgoszczy uczelnia prowadzi nauczanie w ośrodkach zamiejscowych w Ełku i Słupsku, posiada zamiejscowe Wydziały Zarządzania w Inowrocławiu i Malborku, zamiejscowy Wydział Techniczny w Toruniu (od 2011 r.), Wydział Biznesu i Techniki w Pile oraz Wydział Nauk Stosowanych w Chojnicach, a także najmłodszy wydział w Działdowie. Współpracuje również z uczelniami zagranicznymi z Francji i Niemiec, co umożliwia studentom zdobycie podwójnego dyplomu (polskiego i zagranicznego) na specjalności turystyka. Przy Uczelni działają dwa konsulaty honorowe: Ukrainy oraz Słowacji.
Uczelnia bierze udział w wielu projektach badawczych oraz współpracuje z przedsiębiorcami, instytucjami kultury i samorządami. Prowadzi placówki kulturalne m.in. Akademicką Przestrzeń Kulturalną, Galerię nad Brdą, Muzeum Fotografii oraz liczne inicjatywy ukierunkowane na lokalną społeczność, m.in. Bydgoski Festiwal Nauki, Uniwersytet Trzeciego Wieku i inne. Osada wioślarska WSG co roku uczestniczy w regatach Wielka Wioślarska o Puchar Brdy, gdzie rywalizuje z osadami uczelni europejskich.
Siedziba toruńskiej filii Wyższej Szkoły Gospodarki mieści się w Zespole Szkół Samochodowych im. gen. Józefa Bema.

## Symbole uczelni
WSG jest organizacją non-profit. Od 2005 roku patronką uczelni jest królowa Jadwiga Andegaweńska, zasłużona dla polskiej nauki poprzez fundację odnawiającą Akademię Krakowską. WSG posiada także własne godło, sztandar, pieczęć i hymn.
Uczelni przyświeca idea „Uczenia się przez całe życie”. Mottem Wyższej Szkoły Gospodarki jest to, że „Uczelnia działa w oparciu o koncepcję Uniwersytetu Przedsiębiorczości, modelu organizacji uczącej się”.

## Statystyki
Na podstawie Raportu o uczelniach niepublicznych w Polsce, udostępnionego przez portal Perspektywy.pl Wyższa Szkoła Gospodarki zalicza się do większych uczelni niepublicznych w Polsce północnej:
- liczba studentów 2011: 5108 (2. miejsce w Bydgoszczy, 3. miejsce w regionie, 21. miejsce w kraju)
- studenci stacjonarni 2011: 944
- uczestnicy studiów podyplomowych 2011: 1032
- studenci obcokrajowcy 2011: 101
- przyjęci na studia 2010/2011: 1871
- absolwenci szkoły 1999–2011: 9500 (w tym studiów stacjonarnych 4174, podyplomowych 2258)
- konferencje naukowe 2000-2011: 73
- liczba publikacji naukowych 1999-2011: 232 (nakład 52 tys.)

## Historia
Uczelnia powstała w 1999 r. pod nazwą Wyższa Pomorska Szkoła Turystyki i Hotelarstwa. Jej założycielem było Przedsiębiorstwo Wielobranżowe Kolfer, istniejące od 1989 r., którego działalność związana była z turystyką i informatyką. Powołanie uczelni poprzedziło powstanie Zespołu Szkół Policealnych „KOLFER”, prowadzącego kształcenie od 1994 r. Doświadczenie zdobyte przez tę jednostkę stanowiło wyjściowy kapitał intelektualny, który odegrał kluczową rolę w początkowym okresie rozwoju uczelni.
Zezwolenie na utworzenie niepaństwowej uczelni zawodowej pod nazwą Wyższa Pomorska Szkoła Turystyki i Hotelarstwa z siedzibą w Bydgoszczy uzyskano 17 marca 1999 r., a podpisanie aktu notarialnego o założeniu WPSTiH miało miejsce 26 kwietnia 1999 r. 10 czerwca 1999 r. wpisano ją do rejestru niepaństwowych uczelni zawodowych pod nr 145. 27 maja 2004 r. uczelnia zyskała status szkoły akademickiej, w związku z pozytywnym zaopiniowaniem przez Państwową Komisję Akredytacyjną wniosku o utworzenie studiów magisterskich na kierunku turystyka i rekreacja.
Uczelnia od początku swego istnienia, ukierunkowana była na gospodarkę turystyczną, która od lat 90. XX w. notowała w Polsce i na świecie dynamiczny wzrost. Pierwszym kierunkiem nauczania była turystyka i rekreacja wraz ze specjalnością zarządzanie turystyką i hotelarstwo. W drugim roku działalności powstała specjalność: systemy informatyczne w zarządzaniu, przypisana do kierunku studiów informatyka i ekonometria. Duży nacisk kładziono również na naukę języków obcych, ściśle związanych z branżą turystyczną. Obydwa kierunki studiów zapełniały lukę edukacyjną w Bydgoszczy, gdyż żadna z uczelni państwowych i niepaństwowych w regionie nie prowadziła kształcenia na tych kierunkach. Po 2004 r. wprowadzono nowe kierunki kształcenia, m.in. socjologię, architekturę i urbanistykę, geografię oraz transport i logistykę. Zarysowało to zmianę charakteru kształcenia na techniczno-gospodarczy, który usankcjonowano zmieniając 1 października 2004 r. nazwę uczelni na Wyższa Szkoła Gospodarki. Zmieniono wówczas strukturę uczelni na trójwydziałową, z wydziałami: technicznym, społeczno-ekonomicznym i turystyki i hotelarstwa. Od tej pory uczelnia uwzględnia zasadę zachowania równowagi pomiędzy technologicznym a humanistycznym profilem kształcenia oraz komplementarności kierunków kształcenia. W kolejnych latach uczelnia wzbogacała ofertę kształcenia o kierunki: kulturoznawstwo i ekonomia (2005), nauki o rodzinie (2007), gospodarka przestrzenna, filologia, mechatronika i informatyka (2008), wychowanie fizyczne (2009), ekonomia (magisterskie), geografia (magisterskie), pedagogika (2010), fizjoterapia (2011). W 2006 r. otwarto Zamiejscowy Ośrodek Dydaktyczny w Ełku oraz Wydziały Zamiejscowe w Malborku i Inowrocławiu, w 2010 r. Zamiejscowy Ośrodek Dydaktyczny w Słupsku, a w 2011 Wydział Zamiejscowy w Toruniu.
W 1999 roku studiowało na uczelni około 500 osób, w 2004 roku 2,5 tys., a w 2008 roku – około 8,5 tysiąca. Liczba nauczycieli akademickich w latach 1999–2004 wzrosła z 45 do blisko 200. Uczelnia zapewnia studentom praktyki zagraniczne. W 2004 roku skorzystało z nich 160 osób.
W maju 2002 roku dokonano instytucjonalizacji sfery naukowo-badawczej w uczelni powołując do życia Instytut Gospodarki Regionalnej i Lokalnej (IGRiL), aktualnie Centrum Badań Regionalnych i Lokalnych. Wykonuje on badania m.in. na rzecz administracji państwowej. W statucie uczelni od 2002 r. obowiązuje zapis zobowiązujący wszystkie jednostki naukowo-dydaktyczne do prowadzenia badań naukowych. Najważniejsze obszary badań obejmują: rozwój metodologii badań nad turystyką, zastosowania technologii informatycznej w gospodarce turystycznej oraz badania nad gospodarką i społeczeństwem w skali lokalnej i regionalnej. Niektóre z przedsięwzięć naukowo-badawczych podejmowanych przez uczelnię wnoszą istotny wkład w integrację, promocję i stymulację środowiska naukowego Bydgoszczy.
W 2006 roku uczelnia przyjęła studentów likwidowanej Wyższej Szkoły Zarządzania i Finansów w Bydgoszczy. W ramach współpracy z bydgoskim oddziałem Polskiego Towarzystwa Ekonomicznego, WSG prowadzi dodatkowo studia podyplomowe o kierunkach ekonomicznych (Business English, controlling i rachunkowość zarządcza, rachunkowość budżetowa).
W 2011 roku ofertę edukacyjną tworzyło 17 kierunków studiów i ok. 100 specjalności. W tym czasie na WSG studiowało 8 tysięcy studentów (w tym kilkudziesięciu z zagranicy), a kadra naukowa liczyła ok. 450 nauczycieli akademickich.

## Baza dydaktyczna
Teren uczelni zajmuje powierzchnię ok. 8 ha. Znajduje się on w centrum miasta, na południowym nabrzeżu Brdy, w rejonie dawnej garbarni Buchholza. Zabytkowy budynek poprzemysłowy garbarni, zbudowany w 1862 r. został zaadaptowany na cele administracyjne; do 2012 roku mieścił się w nim dziekanat oraz rektorat. W 2004 r. w skład kompleksu obiektów dydaktycznych wchodziło 6 wolno stojących budynków. W kolejnych latach kompleks rozbudowywano o kolejne obiekty, a budynki zabytkowe były remontowane. W starej wozowni urządzono Akademicką Przestrzeń Kulturalną z galerią sztuki, salą widowiskową, studiem nagrań i Muzeum Fotografii. W 2010 r. kampus uczelniany mieścił 12 budynków dydaktyczno-naukowych, które są połączone arkadami z głównym dziedzińcem. Wszystkie pracownie, dydaktyczne i komputerowe, czytelnia i biblioteka znajdują się na terenie kampusu.
Wokół uczelni położone są tereny rekreacyjno-wypoczynkowe, m.in.: boiska, korty tenisowe, ciągi spacerowe, arboretum oraz przystań rzeczna na rzece Brdzie z pomostem o długości 30 m, przeznaczona do uprawiania sportów wodnych. Rozległy teren w zakolu Brdy pozwala na planowanie przez uczelnię nowych inwestycji np. przystanku Bydgoskiego Tramwaju Wodnego. Lepsze skomunikowanie campusu ze Śródmieściem przyniosła również budowa w sąsiedztwie nowego połączenia tramwajowego do dworca PKP. Uczelnia posiada jedną z największych w Bydgoszczy hal widowiskowo-sportowych. Na niej m.in. odbywają się co roku warsztaty Camerimage.
Uczelnia dysponuje własnymi ośrodkami wypoczynkowo-szkoleniowymi w Świekatowie i Tleniu.

## Władze uczelni
- Prezydent – doc. Krzysztof Sikora
- Rektor – prof. WSG dr Marek Chamot
- Dyrektor Generalny – doc. Małgorzata Szymańska-Sikora
- Kanclerz – doc. Filip Sikora
- Wicekanclerz – doc. Bożena Karpińska
- Prorektor ds. Nauki i Współpracy – dr inż. Ryszard Maciołek prof. WSG
- Prorektor ds. Kształcenia – dr. Alicja Kozubska prof. WSG
- Prorektor ds. rozwoju i filii – doc. inż. Agnieszka Walczak-Beszczyńska
- Prorektor ds. procesów międzynarodowych – prof. WSG dr Marzena Sobczak-Michałowska
- Prorektor ds. współpracy zagranicznej – doc. dr Magdalena Bergmann
- Dziekan Kolegium Nauk Społecznych – doc. dr Grażyna Sipińska
- Dziekan Kolegium Nauk Medycznych – dr Grażyna Grenda-Karłowska
- Dziekan Kolegium Nauk Technicznych – doc. Marzena Noińska-Macińska
- Dziekan Filii w Pile – doc. Bożena Karpińska
- Dziekan Filii w Ełku – doc. Agnieszka Danielewicz
- Dziekan Filii w Malborku – doc. inż. Patrycja Kozłowska
- Dziekan Filii w Działdowie – doc. Anna Kraśniewska
- Dziekani Filii w Toruniu – prof. WSG dr inż. Dariusz Buchaniec, doc. Beata Świerczyńska
- Menadżer Filii w Pile – Joanna Nieruszewska
- Menadżer Filii w Chojnicach – Aleksandra Horoszczuk
- Menadżer Filii w Inowrocławiu – Weronika Wieloch
- Menadżer Filii w Toruniu – Joanna Mokańska
- Dyrektor Filii w Słupsku Regionalny Ośrodek Studiów Podyplomowych – doc. Bogdan Musznicki

## Struktura

### Instytut Zdrowia i Kultury Fizycznej
- Dyrektor – doc. dr. Dorota Łoboda

### Katedra Sportu i Kultury Fizycznej
- Dyrektor – doc. dr Aleksander Skaliy
- Akademicki Związek Sportowy – prezes KU AZS WSG – mgr Filip Wiśniewski

### Katedra Gospodarki Turystycznej
- Dyrektor – dr Robert Brudnicki

### Instytut Informatyki i Mechatroniki
- Dyrektor – dr inż. Jacek Gospodarczyk

### Instytut Ekonomii i Zarządzania
- Dyrektor – prof. dr hab. Magdalena Osińska
- Z-ca Dyrektora – doc. Stanisław Krause

### Instytut Budownictwa i Projektowania Inżynierskiego
- Dyrektor – dr inż. Dariusz Buchaniec

### Katedra Przemysłów Kreatywnych
- Dyrektor – dr Marek Chamot, prof. WSG
- Z-ca Dyrektora – dr Marta Ipczyńska

### Katedra Lingwistyki Stosowanej
- Kierownik – dr Irena Kudlińska prof. WSG

### Studium Praktycznej Nauki Języków Obcych
- Kierownik – dr Irena Kudlińska prof. WSG

### Akademicka Przestrzeń Kulturalna
- Koordynator – Pełnomocnik Prezydenta WSG ds. Polityki Kulturalnej – mgr sztuki Marta Rosenthal-Sikora

### Jednostki ogólnouczelniane i międzywydziałowe
- Centrum Kształcenia Podyplomowego i Szkoleń – dyrektor: mgr Anna Świtała-Wierzbicka
- Studium Podyplomowe – kierownik: mgr Anna Świtała-Wierzbicka
- Centrum Szkoleń i Certyfikacji – kierownik: mgr Lucyna Grzesiak-Knut
- Szkoła Języków Obcych – kierownik: dr Irena Kudlińska prof. WSG
- Kreator Innowacyjności – dyrektor dr Piotr Szymański
- Centrum Współpracy Nauki z Biznesem – dyrektor dr Anna Pomianowska-Kardaś
- Centrum Przedsiębiorczości Studenckiej – kierownik: mgr Monika Chmielewska
- Biuro Karier – kierownik: mgr Robert Lauks
- Akademicki Inkubator Przedsiębiorczości WSG – dyrektor: mgr Radosław Ratajczak
- Studium Języków Obcych
- Biblioteka Główna WSG – dyrektor: dr Bożena Sowińska

## Kierunki studiów
Uczelnia daje możliwość podjęcia studiów pierwszego i drugiego stopnia w obszarach opartych na następujących kierunkach.
- Fizjoterapia
- Dietetyka
- Wychowanie fizyczne
- Turystyka i Rekreacja
- Socjologia
- Pedagogika
- Filologia
- Zarządzanie
- Budownictwo
- Mechatronika
- Zarządzanie i Inżynieria produkcji
- Architektura
- Gospodarka przestrzenna
- Informatyka
- Logistyka

Szkoła umożliwia również podjęcia studiów podyplomowych.

## Podwójne dyplomowanie
Od 2002 roku po podpisaniu umowy między Wyższą Pomorską Szkołą Turystyki i Hotelarstwa a Uniwersytetem Le Mirail w Tuluzie można podjąć studia kończące się licencjatem i magisterium francuskim.
W 2010 roku została podpisana umowa z Hochschule Heilbronn (Niemcy). Studenci mogą otrzymać podwójny dyplom ukończenia studiów magisterskich:
- WSG, kierunek „turystyka i rekreacja”, specjalność „turystyka międzynarodowa”
- Hochschule Heilbronn, na kierunku „International Tourism Management”

## Akademicka Przestrzeń Kulturalna
Placówką kulturalną uczelni jest Akademicka Przestrzeń Kulturalna utworzona w 2006 r. w wyremontowanym budynku XIX-wiecznej wozowni. W jej skład wchodzą: Muzeum Fotografii, Galeria nad Brdą (w ramach której funkcjonuje także Galeria „Debiut”), sala widowiskowo-wykładowa oraz ciemnia fotograficzna, studio nagrań, sale multimedialne i inne. Sala widowiskowa wykorzystywana jest do organizacji konferencji, dyskusji, pokazów, a także wykorzystywana przez organizatorów festiwali np. Międzynarodowego Festiwalu Reportażu i Dokumentu Telewizyjnego „Camera Obscura”. Dla celów ATK wykorzystywane są także inne pomieszczenia w kampusie WSG, np. dawny schron podziemny. Oferta ATK uzupełnia ofertę uczelni o wartości kulturotwórcze. Nad całością czuwa Rada Programowa oraz zespół koordynatorów w zakresie kulturoznawstwa, fotografii, muzyki, tańca, teatru, literatury, dziennikarstwa.
W 2020 APK z Muzeum Fotografii została przeniesiona na ul. Karpacką, jej siedzibę w początku 2021 wyburzono, a w jej miejscu rozpoczęto budowę dwóch budynków wielorodzinnych z garażami.

## Organizacje studenckie
- Samorząd studencki
- Gwardia Uczelniana
- Chór „Hasło”
- Studenckie Forum Business Centre Club
- Kółko teatralne Suplement prowadzi pani Blachowska
- WSG Cafe
- Koło Naukowe „Sigma”
- Koło Naukowe Socjologów „Logos”
- Koło Naukowe Finansów
- Koło Naukowe Ekonomiki
- Koło Naukowe Języka Angielskiego „English Society”
- Koło Naukowe Języka Niemieckiego
- Koło Naukowe Geografów
- Koło Naukowe Kulturoznawstwa „Asio”
- Koło Turystyczne „Oros”
- Koło Miłośników Francji i Krajów Frankofońskich
- Koło Naukowe Finansów w Gospodarce Turystycznej
- Koło Naukowe Ekonometrii i Programowania
- Koło Grafiki Komputerowej
- Bractwo Rycerskie „Kompania Janusza Brzozogłowego”
- Klub Uczelniany AZS:
  - sekcje: wioślarska, koszykówki (kobiet i mężczyzn), piłki nożnej oraz futsal, pływacka(kobiet i mężczyzn), tenisa stołowego (kobiet i mężczyzn), siatkówki (kobiet i mężczyzn), lekkoatletyki, judo, narciarstwa, turystyczno – rekreacyjna, turystyki kwalifikowanej (żeglarstwa, płetwonurków)